# Stig Sollander
Stig Sollander   (parròquia de Frösö, 25 de juny de 1926 - Frösö, 12 de desembre de 2019) fou un esquiador alpí suec que va competir durant les dècades de 1940 i 1950. Era el pare de la també esquuadora Lotta Sollander.
El 1948 va prendre part en els Jocs Olímpics d'Hivern de St. Moritz, on va disputar la prova del descens del programa d'esquí alpí. Quatre anys més tard, als Jocs d'Oslo fou cinquè en l'eslàlom i sisè en l'eslàlom gegant. La tercera i darrera participació en uns Jocs fou el 1956, a Cortina d'Ampezzo, on guanyà la medalla de bronze en mentre en l'eslàlom, mentre en el descens i l'eslàlom gegant finalitzà el desè i setzè respectivament.
En el seu palmarès també destaquen dues medalles de bronze al Campionat del Món d'esquí alpí, el 1954 i 1956, així com quatre campionats nacionals, dos en eslàlom i dos en descens.
Va morir als 93 anys el desembre de 2019.